# Color Me Obsessed
Color Me Obsessed es un documental estadounidense de 2011 dirigido, editado y coproducido por Gorman Bechard sobre la banda de rock alternativo The Replacements.

## Sinopsis
A diferencia de los documentales musicales tradicionales; Color Me Obsessed no presenta música con licencia ni imágenes en vivo, sino que presenta entrevistas con fanáticos de la banda que cuentan la historia de The Replacements. En el documental se incluyen entrevistas con miembros de Hüsker Dü, Goo Goo Dolls, Hold Steady, Decemberists, Gaslight Anthem, Babes in Toyland, así como con fans promedio que simplemente disfrutan de la banda.

## Estreno
La película es distribuida por MVD Entertainment y fue lanzada en DVD en noviembre de 2012. La película se proyectó en múltiples festivales.

## Recepción
Color Me Obsessed recibió reseñas generalmente positivas de parte de la audiencia. En el sitio web agregador de reseñas Rotten Tomatoes, la película posee una aprobación de la audiencia de 76%, basada en 50 reseñas, con una calificación de 3.7/5, mientras que en el sitio IMDb los usuarios le asignaron una calificación de 6.8/10, sobre la base de más de más de 382 votos.